# Donato Carrisi
Pour les articles homonymes, voir Carrisi.
Œuvres principales
Le Chuchoteur
Donato Carrisi, né le 25 mars 1973 à Martina Franca, est un romancier, journaliste, dramaturge, réalisateur et scénariste italien, auteur de romans policiers.

## Biographie
Donato Carrisi est l’auteur d’une thèse sur Luigi Chiatti, un tueur en série italien, qui est également appelé le « le monstre de Foligno ».
Juriste de formation, spécialisé en criminologie et sciences du comportement, il délaisse la pratique du droit en 1999 pour se tourner vers l’écriture de scénarios. Bien qu'il réside à Rome, il est aussi un collaborateur régulier du quotidien milanais Corriere della Sera.
Le Chuchoteur, son premier roman policier où apparaît l'experte dans les affaires d’enlèvement Mila Vasquez, vendu à plus de 200 000 exemplaires en Italie et traduit en France, est édité dans douze pays et remporte quatre prix littéraires, dont le prix SNCF du polar européen 2011 et le prix des lecteurs du Livre de poche 2011.
Quelques récompenses viennent souligner le talent de Donato Carrisi : le prix Camaiore, le prix Il Belgioso, le prix Bancarella et enfin le prix Mediterraneo del Giallo y del Noir.
Donato Carrisi est également dramaturge.
En 2017, il passe à la réalisation avec son premier film, La Fille dans le brouillard (La ragazza nella nebbia), une adaptation d'un de ses romans, qui lui vaut de remporter le prix du meilleur réalisateur débutant lors de la 63e cérémonie des David di Donatello.

## Œuvre

### Romans

#### SérieMila Vasquez
- Il suggeritore (2009) - Prix des lecteurs du Livre de poche 2011, catégorie "policiers-thrillers" et prix SNCF du polar européen 2011[3],[4]Le Chuchoteur, traduit par Anaïs Bokobza, Paris, Éditions Calmann-Lévy, 2010, p. 444 [5] (ISBN 978-2-7021-4104-5) ; réédition, Paris, LGF, coll. « Le Livre de poche. Thriller » no 32245, 2011, 574 p.  (ISBN 978-2-253-15720-5)
- L'ipotesi del male (2013) L'Écorchée, traduit par Anaïs Bokobza, Paris, Éditions Calmann-Lévy, 2012, p. 440  (ISBN 978-2-7021-4296-7) ; réédition, Paris, LGF, coll. « Le Livre de poche » no 33485, 2014, 519 p.  (ISBN 978-2-253-17912-2)
- L'uomo del labirinto (2017) L'Égarée, traduit par Anaïs Bokobza, Paris, Éditions Calmann-Lévy, 2018, p. 328  (ISBN 978-2-7021-5738-1) ; réédition, Paris, LGF, coll. « Le Livre de poche » no 35535, 2019, 336 p.  (ISBN 978-2-253-25991-6)
- Il gioco del suggeritore (2018) Le Jeu du Chuchoteur, traduit par Anaïs Bokobza, Paris, Éditions Calmann-Lévy, 2019, p. 380  (ISBN 978-2-7021-6701-4)

#### SérieMarcus et Sandra
- Il tribunale delle anime (2011) Le Tribunal des âmes, traduit par Anaïs Bokobza, Paris, Éditions Calmann-Lévy, 2013, p. 430  (ISBN 978-2-7021-5388-8) ; réédition, Paris, LGF, coll. « Le Livre de poche. Thriller » no 33017, 2013, 546 p.  (ISBN 978-2-253-16875-1)
- Il cacciatore del buio (2014) Malefico, traduit par Anaïs Bokobza, Paris, Éditions Calmann-Lévy, 2015, p. 448  (ISBN 978-2-7021-5737-4) ; réédition, Paris, LGF, coll. « Le Livre de poche. Thriller » no 34272, 2016, 536 p.  (ISBN 978-2-253-11199-3)
- Il maestro delle ombre (2016)Tenebra Roma, traduit par Anaïs Bouteille-Bokobza, Paris, Éditions Calmann-Lévy, p. 304, 2017 (ISBN 978-2-7021-6156-2) ; réédition, Paris, LGF, coll. « Le Livre de poche. Thriller » no 35152, 2018, 328 p.  (ISBN 978-2-253-23715-0)

#### SériePietro Gerber
- La casa delle voci (2019) La Maison des voix, Paris, Éditions Calmann-Lévy, (2020)  (ISBN 978-2-702-18033-4)
- La casa senza ricordi (2021) La Maison sans souvenir, Paris, Éditions Calmann-Lévy, (2022)
- La casa delle luci (2022) La Maison aux lumières, Paris, Éditions Calmann-Lévy, (2023)  (ISBN 978-2-702-18861-3)
- La casa dei silenzi (2024)

#### Autres romans
- La donna dei fiori di carta (2012) La Femme aux fleurs de papier, traduit par Anaïs Bokobza, Paris, Éditions Calmann-Lévy, 2014, p. 170  (ISBN 978-2-7021-4474-9) ; réédition, Paris, LGF, coll. « Le Livre de poche »no 33908, 2015, 212 p.  (ISBN 978-2-253-09317-6)
- La ragazza nella nebbia (2015) La Fille dans le brouillard, traduit par Anaïs Bokobza, Paris, Éditions Calmann-Lévy, 2016, p. 350  (ISBN 978-2-7021-6018-3) ; réédition, Paris, LGF, coll. « Le Livre de poche. Thriller » no 34719, 2017, 347 p.  (ISBN 978-2-253-08652-9)
- Io sono l'abisso (2020) Je suis l'abysse, Paris, Éditions Calmann-Lévy, (2020)  (ISBN 978-2-702-18289-5) ; réédition, Paris, LGF, coll. « Le Livre de poche. Thriller » no 36643, 2022, 379 p.  (ISBN 978-2-253-93787-6)
- L'educazione delle farfalle (2023) L'Éducation des papillons, Paris, Éditions Calmann-Lévy, (2024)

### Théâtre
- Molly, Morthy e Morgan
- Cadaveri si nasce!
- Non tutte le ciambelle vengono per nuocere
- Arturo nella notte...
- Il Fumo di Guzman
- The Siren Bride, comédie musicale
- Dracula, comédie musicale

## Filmographie

### Scénarios pour la télévision
- 2001 : Casa famiglia, série télévisée italienne
- 2003 : Casa famiglia 2, série télévisée italienne
- 2007 : Era mio fratello, téléfilm italien
- 2007 : Nassiryia - Per non dimenticare, téléfilm italien réalisé par Michele Soavi
- 2009 : Squadra antimafia - Palermo oggi, série télévisée italienne
- 2009 : Moana, mini-série italienne réalisée par Alfredo Peyretti
- 2014 : Il 6° Senso - Quello che non ti aspetti dalla mente, téléfilm italien

### Cinéma
- 2017 : La Fille dans le brouillard (La ragazza nella nebbia), film italien écrit et réalisé par Donato Carrisi, adaptation de son propre roman éponyme
- 2019 : L'Homme du labyrinthe (L'uomo del labirinto), film italien réalisé par Donato Carrisi, adaptation de son propre roman éponyme L’Égarée
- 2023 : Je suis l'abysse (Io sono l'abisso), film italien réalisé par Donato Carrisi, adaptation de son propre roman éponyme Io sono l'abisso

## Distinction
- David di Donatello 2018 : Meilleur réalisateur débutant pour La Fille dans le brouillard